# 澳門超級市場
澳門的超級市場行業起源於80、90年代，踏入21世紀，隨著澳門經濟起飛，各連鎖超市開始大規模擴展其網絡。
目前澳門較大型的連鎖超市以四間公司為主，分別是本地業者開設的來來超級市場、新苗超級市場、泰豐超級市場以及香港業者開設的百佳超級市場。當中，來來超級市場的連鎖店數量最多。

## 現存公司

### 來來超級市場

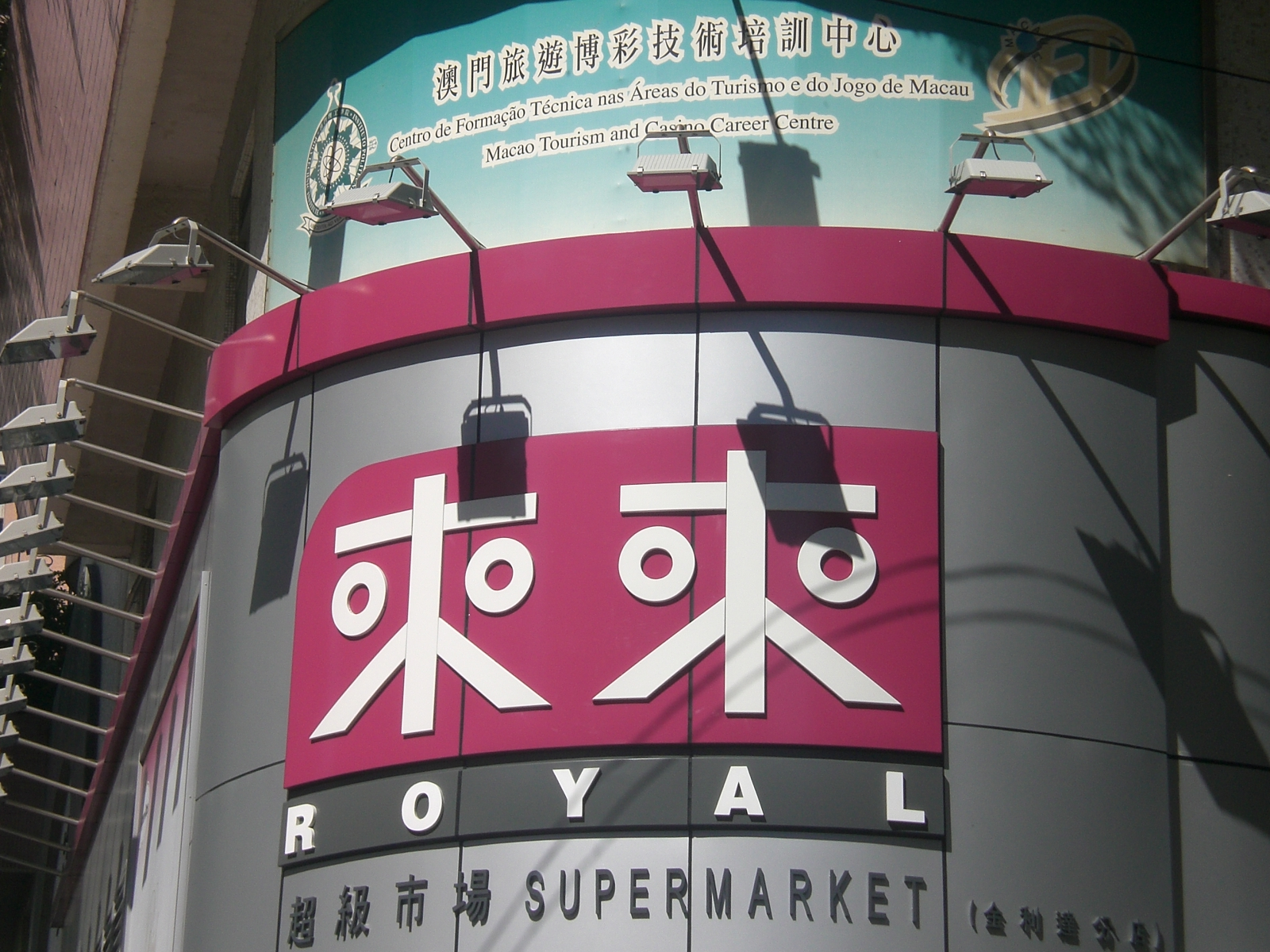
來來第十分店（金利達分店）外牆招牌

來來超級市場是澳門其中一間大型連鎖超級市場。至今，來來超級市場於澳門共有36間分店、中國大陸共3間分店。
首家來來超級市場於1997年開業，隨著市民生活質素提高，對超級市場的需求漸漸增加，故此從2006年起大型擴展其規模，至今澳門區分店共有36間。

### 新苗超級市場

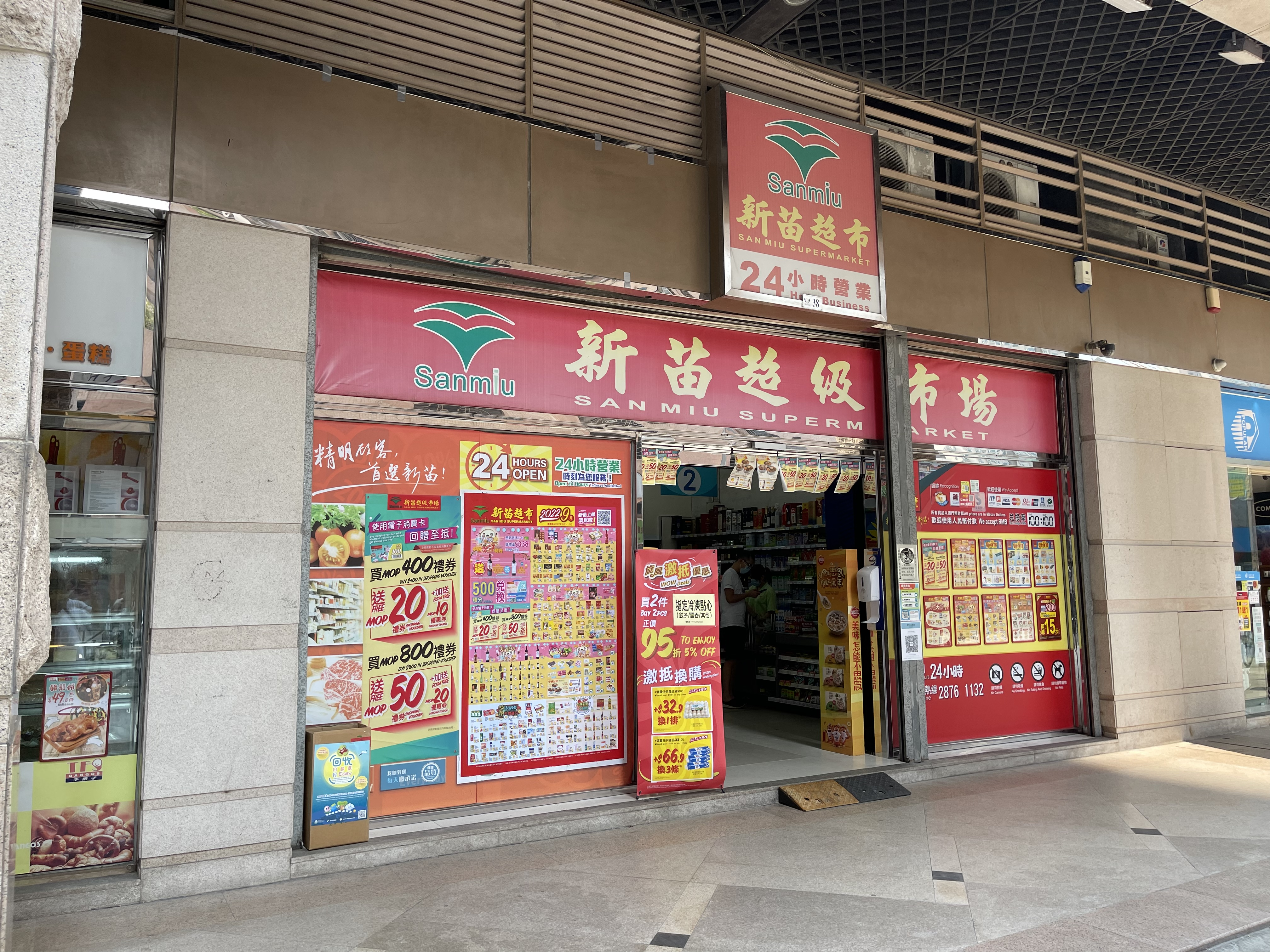
新苗超級市場（海名居分店）

新苗超級市場是澳門其中一間大型連鎖超級市場，兼營出入口貿易以及商品批發的有限公司。現於澳門擁有15家分店，員工400多名，並在廣東省的中山市及珠海市兩地分別設置辦事處。

### 泰豐超級市場

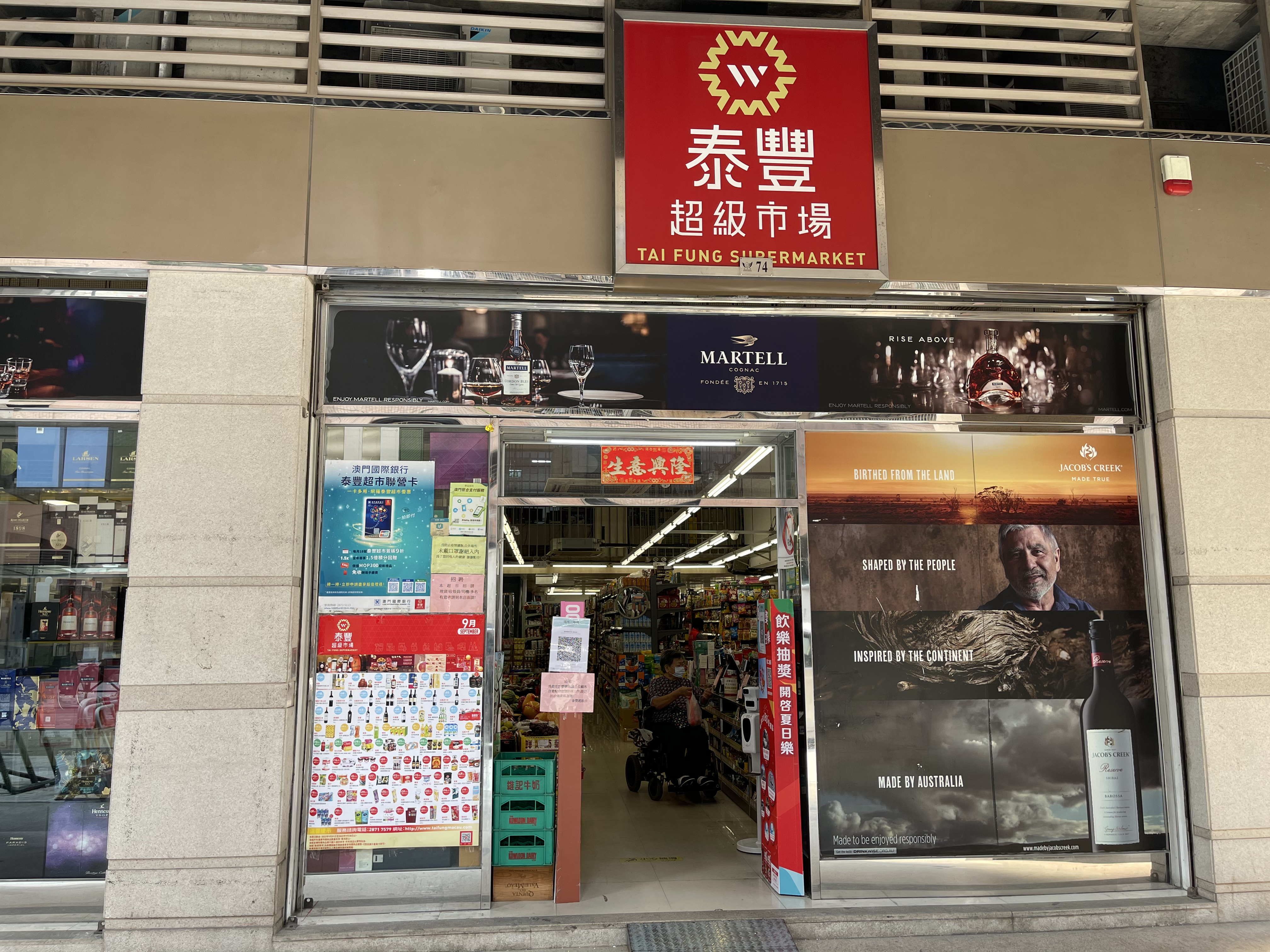
泰豐超級市場（海名居分店）

泰豐超級市場，於1986年成立，是澳門其中一間連鎖超級市場，於澳門共有10間分店。

### 百佳超級市場

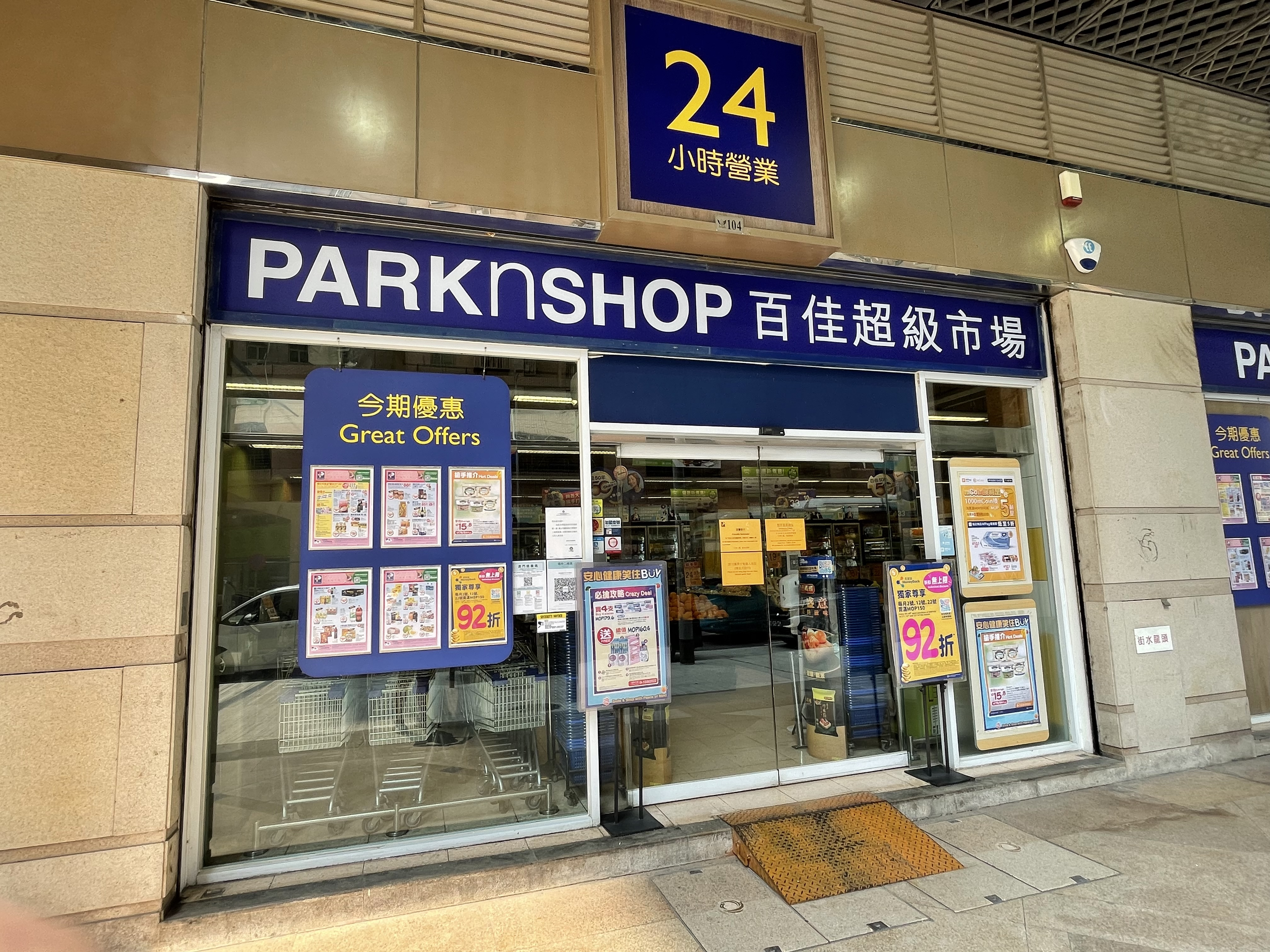
百佳超級市場（海名居分店）

百佳超級市場是澳門其中一間大型連鎖超級市場，於澳門共有19間分店。

### 新惠康超級市場
新惠康超級市場（簡稱新惠康）是澳門其中一家本土的超級市場，她與成昌超級市場的主顧是親戚的關係，因此是彼此是有關連的。
新惠康是全澳門唯一沒有開設分店的超級市場，且自開業以來並沒有任何內部擴充之意。其位置也是獨特的，位於士多紐拜斯大馬路海冠花園地下的幾間鋪位。所有的商品均與成昌超級市場一起向供應商購貨，以較低一點的批發價入貨。

### 成昌超級市場
成昌超級市場（簡稱成昌）是澳門其中一家本土經營而又著名的超級市場，她與新惠康超級市場的主顧是親戚的關係，因此是彼此是有關連的。
成昌是全澳門首家內部擴張的超級市場，但近年以高價把店鋪出售於莎莎國際。每間分店均位於有利位置，近貼民居，例如高士德大馬路、新口岸商業區。所有的商品均與新惠康超級市場一起向供應商購貨，以較低一點的批發價入貨。
仍然經營中的分店：
- 氹仔利民大廈地下
- 氹仔海洋花園雅蘭苑地下
- 澳門海上居地下

已結業的分店：
- 高士德中國銀行側
- 荷蘭園大馬路
- 新口岸填海區建興龍廣場地下

### 其他超級市場

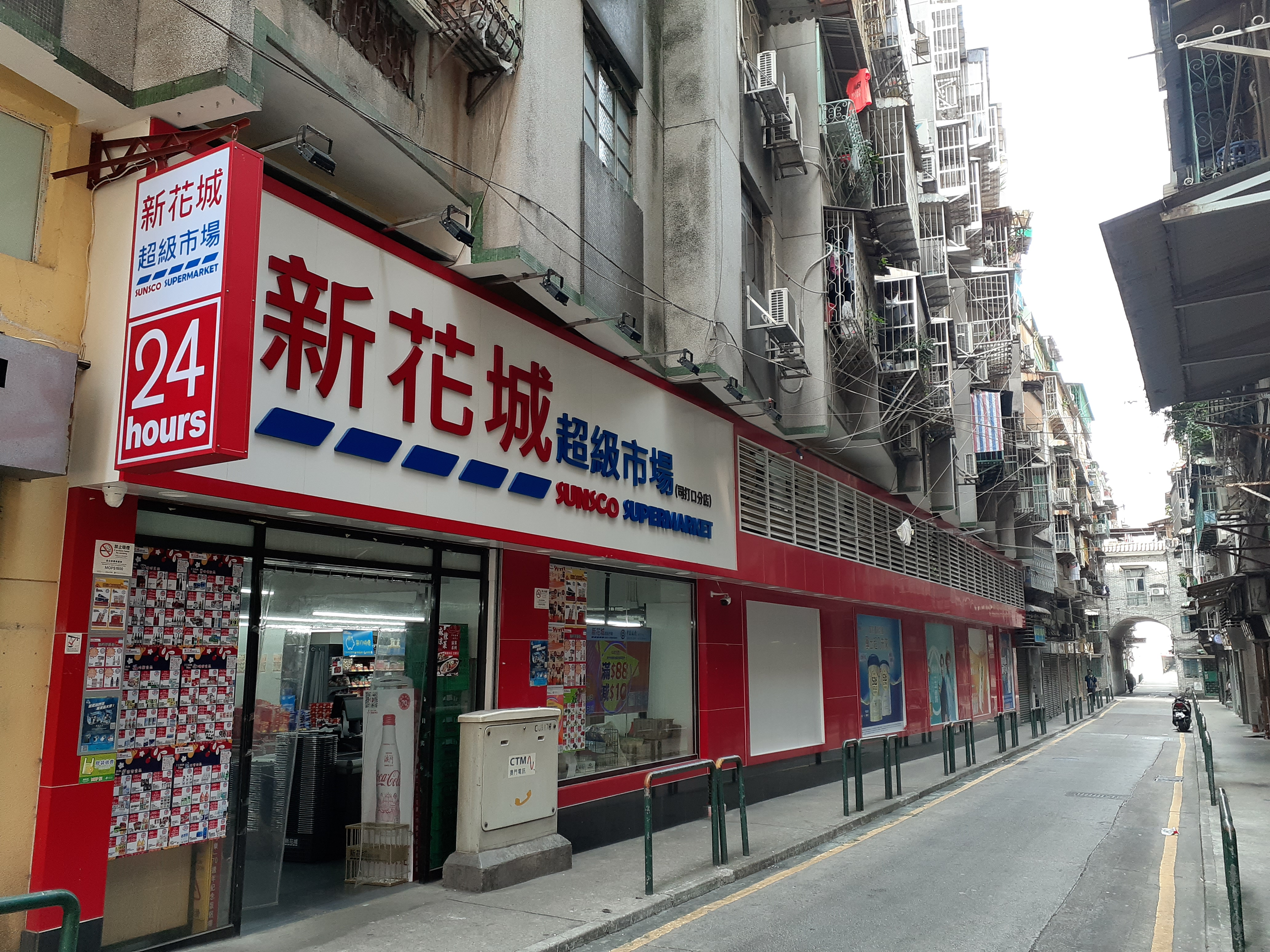
新花城超級市場（司打口分店）

- 陳明金愛心超市 - 由前行政會及立法議員、本澳最大政團民眾建澳聯盟創辦人陳明金先生及現任立法議員施家倫先生所創辦，目前有兩間分店，以非牟利為目的向全澳居民送上日常用品，而民眾建澳聯盟的黨員，均可在各分店免費取用貨品。
- 大創百貨（daiso）- 關閘分店、板樟堂分店、高士德分店、氹仔大連街分店、渡船街分店及紅街市分店
- 宏基超級市場有限公司 - 由澳門供應商聯合會會長葉紹文創辦，目前有7間分店，分別為提督馬路通利分店、雅廉訪幸運閣分店、水坑尾街百老匯分店、亞豐素街分店、南灣中國法律大廈分店、河邊新街分店及祐漢翡翠廣場分店
- 大昌食品市場 - 位於連勝馬路, 由大昌行集團有限公司經營
- 大昌超級市場/大昌行超級市場 - 位於崗陵街, 由萬勝餐飲食品有限公司經營
- 財神超級市場 - 位於柯利維喇街
- 百利來超級市場有限公司 - 位於南灣大馬路南灣商業中心地庫
- 新昌棧超級市場 - 位於十月初五街
- 澳門工人康樂館超級市場 - 位於十月初五街，是澳門工聯屬下機構
- 虹光軒超級市場 - 位於青洲大馬路，是澳門弱智人士家長協進會屬下機構
- 天天食品有限公司 - 位於營地大街的一家本土便利店
- Wave便利店 - 位於新口岸利景閣海景花園的一家本土便利店
- 3Q超級市場 - 位於青洲瑞祥新村地下
- 盛豐超級市場 - 位於俾利喇街龍園商場地下AI鋪（望廈體育館對面）
- 順客隆
- 百惠超市
- 全佳超級市場
- 德輝超級市場
- 新花城超級市場
- 南光MART，由南光集團經營
- 南光食品(網上)超市
- 利豐超級市場
- 大榮超級市場
- DON DON DONKI MACAU
- 聯豐食品超級市場
- Supreme Supermarket
- 家庭超級市場
- 保利達超級市場
- 品鮮超級市場
- 福昌超級市場
- 南華美式貨場
- CCK(鄭忠記)冷凍食品專賣店
- 新大眾超級市場
- 印田食品
- 澳門琉球凍肉超市
- 基業大眾超級市場
- 利和超級市場
- 新昌棧超級市場
- 家家樂超級市場
- YOYO Mart
- 湯姆超市
- 家家樂超級市場
- 百樂超級市場
- 大柔屋 台灣食品超級市場
- 德輝超級市場
- 新口岸超級市場
- Grand Mart - 由來來集團經營
- 28環球食品市場
- 新八佰伴超級市場
- 食好D食品專門店

## 已結業公司

### 澳門百佳超市
澳門百佳超市是指在1990年代於澳門士多紐拜斯大馬路地下開設一間名為「澳門百街超市」的本土超級市場，是澳門首間以超級市場作零售方式的店舖，後來又於司打口與安仿西街之間設立分店。無論名字和標誌都和屈臣氏集團在澳門開設的百佳超級市場十分相似，但該超市與百佳超級市場是沒有任何關係，並在數年後改稱「宏基超級市場」，司打口的分店則改為「統華超級市場」。
澳門居民口中的「百佳」是指由屈臣氏集團在澳門開設的百佳超級市場。

### 其他超級市場
- 統一超級市場 - 位於營地大街，天天食品現址
- 寶城超級市場 - 位於賈伯樂提督街寶城大廈
- 大眾超級市場 - 位於沙梨頭利昌大廈地下
- 美適連鎖超級市場USMART - 位於澳門漁人碼頭地下
- 瑞昌辦館有限公司 - 位於黑沙環斜路新益花園地下
- 日美商城 - 日美食品有限公司旗下的網上商店